# Soyers
Soyers là một xã thuộc tỉnh Haute-Marne trong vùng Grand Est đông bắc nước Pháp.